# Chris McBreen
Chris McBreen (ur. 9 sierpnia 1972 w Nowej Zelandii) – nowozelandzki snookerzysta, czterokrotny Mistrz Nowej Zelandii w snookerze. Aktualnie mieszka w Niemczech.

## Kariera zawodowa
W 2001 roku zawodnik wygrał finałowy mecz Oceania Snooker Championship, dzięki czemu został sklasyfikowany w światowym rankingu snookerowym na sezon 2001/2002 na 121 pozycji. Tak odległa pozycja nie dawała McBreenowi możliwości udziału w kwalifikacjach, jako że bierze w nich udział 96 najwyżej sklasyfikowanych zawodników.
Zajął miejsce w gronie profesjonalistów w 2008 roku. Otrzymał je dzięki Glenowi Wilkinsonowi, który mimo iż wygrał z McBreen'em mecz finałowy Oceania Snooker Championship, to jednak zdecydował się nie brać udziału w rozgrywkach Main Touru.
W sezonie 2008/2009 brał udział w kwalifikacjach do wszystkich ośmiu rankingowych turniejów Main Touru. Wszystkie jego występy kończyły się w kwalifikacjach, ale mimo to zakończył sezon na 94-ej pozycji.
Kwalifikacje do Northern Ireland Trophy 2008 przegrał z Matthew Seltem 1-5. Podobna sytuacja miała miejsce podczas kwalifikacji do Shanghai Masters 2008, gdzie przegrał z Paulem Davisonem 1-5 oraz w kwalifikacjach do Grand Prix 2008, zakończonych po porażce z Supoj'em Saenla 3-5. Także kwalifikacje do Bahrain Championship 2008 zakończył już w pierwszej rundzie przegrywając z jedynym Holendrem w stawce, Stefanem Mazrocisem 2-5. W kwalifikacjach do UK Championship 2008 przegrał 6-9 pokonany przez Lee Spicka. W kwalifikacjach do Welsh Open 2009 pokonany 0-5 przez Daniela Wellsa. Kwalifikacje do China Open 2009 zakończyły się przegraną 0-5 z Peterem Linesem.
W kwalifikacjach do Mistrzostw świata 2009 przegrał w pierwszej rundzie ulegając Szkotowi Jamesowi McBainowi 2-10.